# Leia gaudchaui
Leia gaudchaui är en tvåvingeart som först beskrevs av Lindner 1958.  Leia gaudchaui ingår i släktet Leia och familjen svampmyggor.
Artens utbredningsområde är Tanzania. Inga underarter finns listade i Catalogue of Life.